# Canton de Montfort-l'Amaury
Le canton de Montfort-l'Amaury est une ancienne division administrative française, située dans le département des Yvelines, en région Île-de-France.

## Géographie
Ce canton est organisé autour de Montfort-l'Amaury dans l'arrondissement de Rambouillet. Son altitude varie de 39 m (Beynes), à 189 m (Goupillières), pour une altitude moyenne de 125 m.

## Représentation

### Conseillers généraux de 1833 à 1967 (Seine-et-Oise) et de 1967 à 2015 (Yvelines)
| Période | Période          | Identité                        | Étiquette                        | Qualité |
| ------- | ---------------- | ------------------------------- | -------------------------------- | --- |
| 1833    | 1855 (décès)     | Baron Félix Le Peletier d'Aunay | Majorité gouvernementale         | Auditeur au Conseil d'Etat - Préfet Député (1827-1848 et 1849-1851) Propriétaire à Mareil-le-Guyon                                                           |
| 1855    | 1871             | Alexis Modeste Gervais          |                                  | Propriétaire à Autouillet, commissaire priseur à Paris Administrateur des chemins de fer de l'ouest, conseiller d'arrondissement                             |
| 1871    | 1877             | Edouard Brame                   |                                  | Ingénieur des Ponts et Chaussées Propriétaire à Neauphle-le-Vieux                                                                                            |
| 1877    | 1888 (décès)     | Maurice Richard                 | Centre droit                     | Avocat - Maire de Millemont, ancien Ministre Député (1863-1870)                                                                                              |
| 1888    | 1894 (démission) | Marcel Habert                   | Boulangiste- Ligue des patriotes | Avocat puis magistrat, conseiller municipal de Méré Député de Seine-et-Oise (1893-1901)                                                                      |
| 1894    | 1902 (décès)     | Adolphe Flamand (1839-1902)     | Républicain                      | Propriétaire Maire de La Queue-les-Yvelines |
| 1903    | 1909 (décès)     | Louis Bertrand                  | Républicain                      | Médecin Maire de Neauphle-le-Château, conseiller d'arrondissement                                                                                            |
| 1909    | 1911 (démission) | Marcel Habert                   | Nationaliste                     | Député de Seine-et-Oise (1893-1901) Député de la Seine (1919-1924)                                                                                           |
| 1911    | 1919             | Horace Benoist                  | Rad.                             | Agriculteur à Villiers-le-Mahieu |
| 1919    | 1936 (démission) | Léon Crété                      | Rad.                             | Maire de Méré |
| 1936    | 1937             | Christian Lazard                | RG                               | Banquier, La Queue-les-Yvelines, propriétaire boulevard Saint-Michel à Paris, conseiller d'arrondissement Mort pour la France le 23 juillet 1943 à Auschwitz |
| 1937    | 1940             | Stanislas Plessis (1877-1949)   | PSF                              | Grainetier, adjoint au maire de Neauphle-le-Château |
|         |                  |                                 |                                  | |
| 1943    | 1945             | Pierre Corby (1902-1992)        |                                  | Agriculteur Conseiller d'arrondissement, maire de Boissy-sans-Avoir Nommé conseiller départemental en 1943                                                   |
|         |                  |                                 |                                  | |
| 1945    | 1949             | Pierre Corby                    | DVD                              | Maire de Boissy-sans-Avoir |
| 1949    | 1964 (décès)     | Marcel Erhard                   | DVD                              | Gérant de graineterie Maire de Garancières (1944-1960) |
| 1964    | 1992             | Antoine de La Panouse           | DVD puis UDR puis RPR            | Homme d'affaires Maire de Thoiry |
| 1992    | 1998             | Guy Denormandie                 | UDF-DL                           | Adjoint au maire de Méré |
| 1998    | 2015             | Hervé Planchenault,             | RPR puis UMP                     | Fonctionnaire Maire de Montfort-l'Amaury Vice-Président du Conseil Général                                                                                   |

### Conseillers d'arrondissement (de 1833 à 1940)
Le canton de Montfort avait deux conseillers d'arrondissement.
| Période                                  | Période      | Identité                                              | Étiquette                | Qualité |
| ---------------------------------------- | ------------ | ----------------------------------------------------- | ------------------------ | --- |
| 1833                                     | 1839         | Louis Félix Léopold Heude-Lépine (1801-1884)          |                          | Adjoint au maire de Montfort                                                                                           |
| 1833                                     | 1855         | Franville Urbain Robert (1798-1868)                   |                          | Ancien notaire, maire de Montfort                                                                                      |
| 1839                                     | 1855         | Alexis Modeste Gervais                                |                          | Administrateur des chemins de fer de l'Ouest, propriétaire à Vicq                                                      |
| 1855                                     | 1871         | Édouard Brame                                         |                          | Ingénieur des Ponts et Chaussées, propriétaire à Montfort                                                              |
| 1855                                     | 1867         | Charles Noël Antoine de Biancour (1804-1875)          |                          | Propriétaire à Paris, maire de Montfort                                                                                |
| 1867                                     | 1868 (décès) | Vicomte Tristan Denis Auguste de Rostaing (1829-1868) |                          | Attaché au Ministère de la Marine et des Colonies, propriétaire à Méré                                                 |
| 1868                                     | 1880         | Baron Ernest de Boutray (1822-1920)                   |                          | Propriétaire du château de Galluis-la-Queue                                                                            |
| 1871                                     | 1880         | Marin Maurice Paul Levassort (1830-1899)              |                          | Notaire à Neauphle-le-Château                                                                                          |
| 1880                                     | 1898         | Antoine Boutet (1826-1905)                            |                          | Médecin, conseiller municipal d'Orgerus, Président du Conseil d'arrondissement                                         |
| 1880                                     | 1888         | Édouard Martin                                        |                          | Architecte, propriétaire avenue de Villiers puis avenue de Clichy à Paris, conseiller municipal de Neauphle-le-Château |
| 8 août 1888                              | 1892         | Comte Adolphe de Dion                                 |                          | Historien, archéologue, correspondant du Ministère de l'Instruction publique et des Beaux-Arts, maire de Montfort      |
| 1892                                     | 1903         | Louis Bertrand                                        | Républicain              | Docteur en médecine, conseiller municipal puis maire de Neauphle-le-Château                                            |
| 1898                                     | 1904         | Jean-Pierre Baratgin                                  |                          | Médecin à Orgerus |
| 1904                                     | 1908         | Albéric-François Legendre                             |                          | Propriétaire, maire d'Orgerus                                                                                          |
| 1904                                     | 1911         | Louis-Constant Bellan                                 |                          | Propriétaire cultivateur, maire de Garancières                                                                         |
| 13 déc.1908                              | 1919         | M. Dupont                                             | Républicain progressiste | Maire de Neauphle-le-Château                                                                                           |
| 24 juil. 1911                            | 1919         | Louis Vallée                                          |                          | Cultivateur, maire de Galluis                                                                                          |
| 1919                                     | 1934         | Henri Brame                                           |                          | Propriétaire à Neauphle-le-Vieux et à Paris, rue de l'Université                                                       |
| 1931                                     | 1936         | Christian Lazard                                      | RG                       | Banquier, La Queue-les-Yvelines, propriétaire boulevard Saint-Michel à Paris                                           |
| 1934                                     | 1940         | Louis Gousson                                         | URD                      | Maire de Mareil-le-Guyon                                                                                               |
| 1936                                     | 1940         | Pierre Corby                                          | Droite                   | Maire de Boissy-sans-Avoir                                                                                             |
| 1940                                     |              |                                                       |                          | Les conseils d'arrondissement ont été suspendus par la loi du 12 octobre 1940 et n'ont jamais été réactivés            |
| Les données manquantes sont à compléter. |              |                                                       |                          | |

## Composition
Le canton de Montfort-l'Amaury groupait 29 communes jusqu'en mars 2015 :
| Communes                   | Population (2012) | Code postal | Code Insee |
| -------------------------- | ----------------- | ----------- | ---------- |
| Auteuil                    | 913               | 78770       | 78034      |
| Autouillet                 | 463               | 78770       | 78036      |
| Bazoches-sur-Guyonne       | 599               | 78490       | 78050      |
| Béhoust                    | 458               | 78910       | 78053      |
| Beynes                     | 7 577             | 78650       | 78062      |
| Boissy-sans-Avoir          | 603               | 78490       | 78084      |
| Flexanville                | 560               | 78910       | 78236      |
| Galluis                    | 1 140             | 78490       | 78262      |
| Garancières                | 2 356             | 78890       | 78265      |
| Goupillières               | 421               | 78770       | 78278      |
| Grosrouvre                 | 866               | 78490       | 78289      |
| Jouars-Pontchartrain       | 5 192             | 78760       | 78321      |
| Marcq                      | 704               | 78770       | 78364      |
| Mareil-le-Guyon            | 425               | 78490       | 78366      |
| Méré                       | 1 706             | 78490       | 78389      |
| Les Mesnuls                | 878               | 78490       | 78398      |
| Millemont                  | 251               | 78940       | 78404      |
| Montfort-l'Amaury          | 3 102             | 78490       | 78420      |
| Neauphle-le-Château        | 2 981             | 78640       | 78442      |
| Neauphle-le-Vieux          | 691               | 78640       | 78443      |
| La Queue-les-Yvelines      | 2 073             | 78940       | 78513      |
| Saint-Germain-de-la-Grange | 1 827             | 78640       | 78550      |
| Saint-Rémy-l'Honoré        | 1 393             | 78690       | 78576      |
| Saulx-Marchais             | 836               | 78650       | 78588      |
| Thoiry                     | 1 117             | 78770       | 78616      |
| Le Tremblay-sur-Mauldre    | 971               | 78490       | 78623      |
| Vicq                       | 318               | 78490       | 78653      |
| Villiers-le-Mahieu         | 714               | 78770       | 78681      |
| Villiers-Saint-Fréderic    | 2 719             | 78640       | 78683      |

## Démographie
| 1962   | 1968   | 1975   | 1982   | 1990   | 1999   | 2006   | 2011   | 2012   |
| ------ | ------ | ------ | ------ | ------ | ------ | ------ | ------ | ------ |
| 16 078 | 17 949 | 25 567 | 32 320 | 36 488 | 40 027 | 43 141 | 44 547 | 44 514 |